# Аугген
Аугген (нем. Auggen) — община в Германии, в земле Баден-Вюртемберг.
Подчиняется административному округу Фрайбург. Входит в состав района Брайсгау — Верхний Шварцвальд.  Население составляет 2479 человек (на 31 декабря 2010 года). Занимает площадь 14,15 км².